# 파워에이드
파워에이드(영어: Powerade)는 코카콜라 컴퍼니에서 생산 및 판매하고 있는 글로벌 스포츠 음료이다. 1988년에 처음 출시되었으며, 펩시코의 게토레이와 경쟁 구도를 이루고 있다.

## 종류
- 마운틴 블라스트
- 퍼플 스톰
- 아쿠아 파워플러스
- 에너지 펀치
- 골드 러시
- 파워에이드 리커버
- 비타 레몬
- 아쿠아 그레이프후르츠(판매 중단)
- 타이들 버스트(판매 중단)
- 화이어 아이스(판매 중단)
- 재기드 아이스(판매 중단)
- 아이스 블릿츠(판매 중단)
- 매트릭스 리로디드(판매 중단)
- 거스 히딩크(판매 중단)
- 골드 피벌(판매 중단)

## 용량
- 240ml CAN
- 355ml CAN, PET
- 600ml PET
- 1.5L PET
- 1.8L PET

## 스폰서
- 파워에이드 아발론 리그
- 파워에이드 창천 리그

## 같이 보기
- 스포츠 음료
- 포카리 스웨트
- 게토레이
- 아쿠아리우스